# Balince (Vučitrn)
Pour les articles homonymes, voir Balince.
Balincë en albanais et Balince en serbe latin (en serbe cyrillique : Балинце) est une localité du Kosovo située dans la commune/municipalité de Vushtrri/Vučitrn et dans le district de Mitrovicë/Kosovska Mitrovica. Selon le recensement kosovar de 2011, elle compte 323 habitants, tous albanais.

## Histoire
Dans le village, la tour-résidence de Zejnullah Bey, construite au XXe siècle, est proposée pour une inscription sur la liste des monuments culturels du Kosovo.

## Démographie

### Évolution historique de la population dans la localité
| 1948 | 1953 | 1961 | 1971 | 1981 | 1991 | 2011 |
| ---- | ---- | ---- | ---- | ---- | ---- | ---- |
| 289  | 319  | 335  | 318  | 335  | 378  | 323  |

|  |